# Sung Jae-ki
Dans ce nom coréen, le nom de famille, Sung, précède le nom personnel.
Sung Jae-ki (hangul:성재기, hanja:成在基), né le 11 septembre 1967 à Daegu et mort le 26 juillet 2013 à  Séoul, est un militant masculiniste, anti-féministe et militant du mouvement pour les droits des hommes sud-coréen. Son pseudonyme était Simheon (심헌, 審軒, 心軒), Cheongjuk(청죽 淸竹), Prénom social était Imsung(임성, 臨聖).
Il était le dirigeant de l'organisation Homme de Corée (남성연대 男性連帶), un groupe promouvant les droits des hommes, qu'il avait fondé en 2008. Le 26 juillet 2013, il s'est jeté du pont de Mapo à Séoul, en présence d'un caméraman de KBS pour attirer l'attention sur les revendications de son mouvement et obtenir plus de soutiens financiers. Son corps a été retrouvé trois jours plus tard et cette action a lancé un débat sur l'éthique des journalistes,,.
Il était marié à Park Eun-gyong, un médecin, et avait deux filles.